# Cybium
Cybium est le nom d'une revue scientifique à comité de lecture. C'est aujourd'hui un titre édité par la Société française d'ichtyologie. Les textes y sont maintenant publiés en anglais. La revue ne publie que des documents qui sont en relation avec l'ichtyologie, dans le domaine théorique ou appliqué, concernant aussi bien les poissons fossiles ou actuels, et quels que soient les milieux où ils vivent.
À la création du titre en 1947, Théodore Monod avait nommé la revue en référence au thazard rayé c'est-à-dire Scomberomorus commerson, connu à l'époque sous le nom de Cybium commersoni. Cette revue a été créée pour le Bulletin des amis du laboratoire des pêches coloniales du Muséum national d'histoire naturelle. Cette revue n'a plus été publiée à partir de 1954. Le titre a été recréé en 1977 par la Société française d'ichtyologie en hommage à cette publication initiale.

## Étymologie
Cybium n'est plus le nom d'un genre valide. C'était le nom latin d'une pièce de thon salée et séchée, ce terme dérivant lui-même du grec ancien κύβιον, terme où l'on reconnait la racine κύβος qui signifie « cube ».